# Бріарей
Бріарей (грец. Briareos) — в давньогрецькій міфології — один із сторуких велетнів, гекатонхейрів. В епосі люди називали його Егеоном, боги — Бріарей.
Міф про Бріарея — двоїстий, як і його ймення; за версією Гомера, він син Землі й Моря, за Гесіодом і Аполлодором — син Землі й Неба. Гомер розповідає, що Бріарей допомагав Зевсові в боротьбі з титанами, інші поети (Антімах, Каллімах, Вергілій), навпаки, роблять його, поряд з іншими титанами, ворогом богів.
Бріарей відгукнувся на прохання Фетіди визволити Зевса, коли проти нього повстали інші олімпійці за намовою Гери.
У народних переказах Бріарей постає морським велетнем, ворогом Посейдона, володарем казкової Егеї, звідки він змушений був утікати аж до Фригії. Вважався винахідником військових кораблів; в Евбеї існував його культ.